# Vidularia
Vidularia o La comedia de la maleta es el título de una obra del comediógrafo latino Tito Maccio Plauto, la última de las veinte o veintiuna del ciclo varroniano. No se conservan más que cien versos de la comedia, por los cuales, sin embargo, es posible reconstruir la trama de ella. 
La historia gira en torno a un baúl que puede revelar la identidad de un tal Nicodemo. Sin embargo, el maletero se pierde en el mar durante un viaje y es sacado por un marino que descubre lo que contiene.  
Diversos académicos han argumentado que guarda múltiples similitudes con la obra del mismo autor Rudens, escrita años antes.
Por su carácter fragmentario, la Vidularia no ha recibido mucha atención de la crítica. Uno de los primeros trabajos en aparecer fue el libro de 1870 en latín titulado Commentatio de vidularia Plautina escrito por el filólogo alemán Wilhelm Studemund.

## Personajes
Véase Personajes comunes de la comedia romana
Véase Personajes típicos de la comedia plautina
- El esclavo[7] ASPASIO (ASPASIVS SERVVS).

- El joven NICODEMO (NICODEMVS ADVLESCENS).

- El pescador GORGINES (GORGINES PISCATOR).

- El viejo DINIA (DINIA SENEX).

- El pescador CACISTO (CACISTVS PISCATOR).

- La muchacha SOTERIS (SOTERIS VIRGO).

- Un JOVEN (ADVLESCENS).

- Una MUJER[8] (MVLIER).

- Un LENÓN[9] (LENO).